# Чемпионат Европы по софтболу среди женщин 1984
4-й чемпионат Европы по софтболу среди женщин 1984 проводился в городе Антверпен (Бельгия) с 14 по 19 августа 1984 года с участием 6 команд.
В Бельгии женский чемпионат Европы проводился впервые.
Чемпионом Европы (в 4-й раз в своей истории) стала сборная Нидерландов, победив в финале сборную Италии. Третье место заняла сборная Бельгии.
Впервые в женском чемпионате Европы участвовала сборная Дании.

## Итоговая классификация
| Место | Команда    |
| ----- | ---------- |
| 1     | Нидерланды |
| 2     | Италия     |
| 3     | Бельгия    |
| 4     | Швеция     |
| 5     | Сан-Марино |
| 6     | Дания      |